# Орешки (Рузский городской округ)
Орешки — деревня в Рузском районе Московской области, входящая в сельское поселение Колюбакинское. Население — 661 чел. (2010). До 2006 года Орешки входили в состав Барынинского сельского округа. В деревне действует средняя школа, имеется почтовое отделение.
Деревня расположена в центральной части района, примерно в 8 километрах к северо-востоку от Рузы, на левом берегу реки Малиновки (приток Озерны), высота центра над уровнем моря 208 м. Ближайшие населённые пункты — Редькино в 1 км на северо-восток и Никольское в 0,5 км на север.

## Население
| 2002 | 2006 | 2010 |
| ---- | ---- | ---- |
| 620  | ↗681 | ↘661 |